# HMS Sunfish (81S)
Pour les autres navires du même nom, voir HMS Sunfish.
Le HMS Sunfish (Pennant number: 81S) est un sous-marin de la classe S de la Royal Navy britannique. Mis en service en 1937, il sert pendant la Seconde Guerre mondiale. Transféré à la marine soviétique, il est coulé par erreur par un bombardier de la Royal Air Force au large de la Norvège en 1944.
Le Sunfish est un des douze navires nommés dans la chanson Twelve Little S-Boats.

## Conception et description
La deuxième série de sous-marins de la classe S a été conçue comme une version légèrement améliorée et agrandie des premiers bateaux de la classe. Elle était destinée à être exploitée en mer du Nord et en mer Baltique. Les sous-marins avaient une longueur totale de 63,6 m, une largeur de 7,3 m et un tirant d'eau moyen de 3,6 m. Ils déplaçaient 780 t en surface et 975 t en immersion. Les sous-marins de classe S avaient un équipage de 40 officiers et matelots. Ils pouvaient atteindre une profondeur de plongée d'environ 91 m.
Pour la navigation de surface, les sous-marins étaient propulsés par deux moteurs Diesel de 775 chevaux (578 kW), chacun entraînant un arbre d'hélice. En immersion, chaque hélice était entraînée par un moteur électrique de 650 chevaux-vapeur (485 kW). Ils pouvaient atteindre 13,75 nœuds (25,47 km/h) en surface et 10 nœuds (19 km/h) sous l'eau. En surface, les sous-marins du deuxième groupe avaient une autonomie de 6 000 nautiques (11 000 km) à 10 nœuds (19 km/h) et de 64 nautiques (119 km) à 2 nœuds (3,7 km/h) en immersion.
Les sous-marins de classe S étaient armés de six tubes lance-torpilles de 21 pouces (533 mm) à l'avant. Ils transportaient six torpilles de rechargement pour un total d'une douzaine de torpilles. Ils étaient également armés d'un canon de pont de 3 pouces (76 mm).

## Historique
Commandé le 1er mars 1935 dans le cadre du programme de construction de 1934, le HMS Sunfish est posé le 22 juillet 1935 dans le chantier naval de Chatham Dockyard à Chatham en Angleterre. Il est lancé le 30 septembre 1936. Le sous-marin est mis en service le 2 juillet 1937 et reçoit le numéro de fanion (Pennant number) 81S.
Il passe une période mouvementée avec la Royal Navy au début de la Seconde Guerre mondiale. Il est commandé pendant une grande partie de sa carrière dans la guerre par le capitaine de corvette J.E. Slaughter. En février 1940, Il attaque le U-Boot allemand U-14 mais le manque. En avril, il coule deux navires marchands allemands, le Amasis et le Antares. Il manque de peu le Hanau et un patrouilleur auxiliaire.
Ce mois-là, il coule également deux Q-ships allemands, le Schürbeck et le Oldenburg. Le 7 décembre 1940, il coule le navire marchand finlandais Oscar Midling et endommage le navire marchand norvégien Dixie au large de la Norvège.
Le Sunfish est transféré à la marine soviétique en 1944 et est renommé V-1.
Il ne reste pas longtemps sous commandement soviétique, étant bombardé et coulé par erreur par un bombardier Liberator (86 Squadron RAF/V) du Coastal Command (commandement côtier de la Royal Air Force) au large de la Norvège, à environ 220 nautiques (400 kilomètres) des îles Shetland lors du passage de Dundee à Mourmansk le 27 juillet 1944. Son commandant, le capitaine de 2e classe Israel Fisanovich, aurait fait sortir le sous-marin de sa zone d'affectation. Il a plongé lorsque l'avion est apparu en vue au lieu de rester en surface et de tirer des signaux de reconnaissance selon les instructions. Tous les membres de l'équipage - y compris l'état-major de liaison britannique - ont été perdus. Cependant, les enquêtes de la Royal Navy et de la RAF ont révélé que l'équipage de la RAF qui s'était écarté d'au moins 80 milles de sa route et qui avait ignoré les signes indubitables que le sous-marin était ami, était entièrement responsable. Les 50 membres d'équipage soviétiques et un britannique du sous-marin sont tous commémorés sur le Dundee International Submarine Memorial.

## Commandants

### Royal Navy
- Lieutenant Commander (Lt.Cdr.) Jack Etheridge Slaughter (RN) du 25 septembre 1939 au 23 septembre 1940
- Lieutenant (Lt.) George Robson Colvin (RN) du 23 septembre 1940 à août 1941
- Lieutenant (Lt.) Thomas Frederick Jones (RNR) du 24 juillet 1943 au 13 octobre 1943
- Lieutenant (Lt.) Hilary John Bartlett, DSC (RN) du 13 octobre 1943 au 30 mai 1944

### Marine soviétique
- Capitaine de 2de classe Israel Fisanovich du 26 juin 1944 au 27 juillet 1944

Notes: RN: Royal Navy - RNR: Royal Naval Reserve.